# Mount Balbi
Der Schichtvulkan Balbi bildet mit 2715 Metern Höhe den höchsten Punkt der Insel Bougainville, Papua-Neuguinea. Nördlich des Gipfels gibt es eine Kette von fünf Kratern, wobei einer einen See enthält. Im Krater B an der Westflanke des Balbi lässt sich Fumarolentätigkeit beobachten. Der Vulkan ist in historischer Zeit nicht ausgebrochen, es liegen nur unsichere Aufzeichnungen über eine mögliche Eruption um das Jahr 1825 (± 25 Jahre) vor.